# Coliform baktériumok

Escherichia coli

A Coliform baktériumokat gyakran használják arra, hogy a vizek és az élelmiszerek egészségügyi minőségét megállapítsák. Ezeket a baktériumokat rövid, Gram-negatív baktériumokként írják le, melyek 35-37 °C-on képesek a laktózt megerjeszteni gázok és sav produkálása mellett. A Coliform baktériumok megtalálhatóak a vizes élőhelyeken, a talajban és a növényzeten; és általában nagy számban vannak jelen a melegvérű állatok székletében. Míg ezek a baktériumok önmagukban általában nem okoznak súlyos betegséget, könnyen kitenyészthetők és a jelenlétük azt jelzi, hogy más, ürülékből származó kórokozók is jelen lehetnek. Az ürülékből származó kórokozók közé tartoznak baktériumok, vírusok, véglények és sok többsejtű élősködő.
A tipikus nemzetségek a következők:
- Citrobacter,
- Enterobacter
- Hafnia
- Klebsiella
- Serratia
- Fecal coliform:
  - Escherichia

Az Escherichia coli (E. coli), mely a coliform-baktériumok közé tartozik, úgy különböztethető meg a többi coliform baktériumtól, hogy 44 °C-on is képes a laktózt megerjeszteni. A többi coliformmal ellentétben az E. coli szinte kizárólag ürülékből származik és a jelenléte például ivóvízben megerősíti azt a feltételezést, hogy a víz ürülékkel szennyezett. Az E. coli egyes törzsei súlyos betegségeket okozhatnak az emberben.

## Lásd még
- Ivóvíz szabványok előírásai